# Gilisztaűző varádics
A gilisztaűző varádics (Tanacetum vulgare) az őszirózsafélék (Asteraceae) családjába tartozó növényfaj. Népi nevei közül talán a mezei mimóza a legérdekesebb, ezt valószínűleg levelei alakjáról kapta.

## Származása, elterjedése
Egész Európában megtalálható; Magyarországon is gyakori.

## Megjelenése, felépítése
Felálló, felső részén elágazó szárú, 80–120 cm magas. Megdörzsölve fűszeres, kámforos illatú. Levelei kétszeresen, szárnyasan szeldeltek.
Aranysárga, gömbszerű fészekvirágzatai 80–100 cm magasan díszlenek dús sátorvirágzatban. A fészkekben csak csöves virágok vannak, sugárvirágok nélkül.

## Életmódja, termőhelye
Évelő. Ártéri magaskórós társulásokban és mocsárréteken, nedves gyomtársulásokban él, gyakorta az aranyvesszővel (kanadai aranyvessző Solidago canadensis, magas aranyvessző Solidago gigantea)) együtt. Június–szeptember között nyílik. A margarétákhoz hasonlóan, tőosztással szaporítható.

## Felhasználása
Gyakran ültetik nedves kertrészek évelő ágyásaiba, egy alacsony termetű változatát sziklakertekbe is.
Méliusz Juhász Péter 1578-ban megjelent Herbáriumában ezt írta a varádicsról: „Próbált dolog. Levelét főzd meg borban, vagy tejben add innya, a gilisztát kiűzi.”
Nevéhez híven, napjainkig gyakorta használták az ember és a háziállatok bélférgeinek elpusztítására, kiűzésére, külsőleg ízületi fájdalmak enyhítésére. Főként szárított virágból főzött teája tartalmazza a férgek, rovarok által nem kedvelt illóolajokat, gyantát és keserűanyagot. Mérgező hatása miatt háziszerként ma már nem ajánlott. A biokertészek elsősorban a hangyák távoltartására alkalmazzák. A szárított növény nemcsak az ágyásokból, de a tárolóhelyekről is elűzi a hangyákat és más rovarokat, így a molyokat is.
Fogyasztása tilos, szerepel az OGYÉI tiltólistáján is.